# 鵜殿氏次
鵜殿 氏次（うどの うじつぐ）は、戦国時代から安土桃山時代にかけての武将。

## 生涯
三河国上ノ郷城主として宝飯郡一帯（現在の蒲郡市域）を支配していた鵜殿長照の子として生まれる。鵜殿氏は今川氏に従属していたが、永禄3年（1560年）桶狭間の戦いの敗戦によって今川氏の三河支配は後退し、岡崎城の松平元康（後の徳川家康）が今川氏から離反すると多くの国人は松平氏の傘下に加わった。上之郷鵜殿氏は西三河で数少ない今川方となったため松平氏と抗争したが、永禄5年（1562年）の上之郷城の戦いで上之郷城は落城し父長照は戦死した。氏次は兄の氏長とともに松井忠次によって捕らえられ、駿府に抑留されていた元康の夫人とその嫡男竹千代、長女亀姫との人質交換によって今川氏方へと引き渡された。その後は大原資良に従って吉田城を守ったが、同城が徳川氏によって奪われると駿河へ後退した。永禄11年（1568年）今川氏は駿河を失い、同年兄は徳川氏に臣従した。
天正18年（1590年）「落魄」していたという氏次は従兄弟にあたる松平家忠に仕える。慶長5年（1600年）伏見城の戦いで伏見城の守将となった家忠に従って西軍と戦い、家忠らとともに討死を遂げた。

## 関連作品

### テレビドラマ
- NHK大河ドラマ
  - 『どうする家康』（2023年、演：石田星空[11]）